# (4979) Otawara
(4979) Otawara (1949 PQ) – planetoida z pasa głównego asteroid okrążająca Słońce w ciągu 3,19 lat w średniej odległości 2,17 j.a. Odkryta 2 sierpnia 1949 roku.